# Халк (саундтрек)
«Халк» (оригинальный саундтрек) — альбом саундтреков к фильму «Халк» (2003) от студии Universal Pictures. Музыка была написана американским композитором Дэнни Эльфманом. Альбом саундтреков был выпущен лейблом Decca Records 17 июня 2003 года.

## Разработка
Дэнни Эльфман написал саундтрек к фильму «Халк» (2003) после того, как в предыдущем году создал саундтрек к фильму «Человек-паук» (2002). Композитором фильма был частый соавтор Энга Ли Майкл Данна, однако руководство студии отвергло партитуру Данны за её нетрадиционный подход, в которой использовались японские тайко, африканские барабаны и арабское пение. Затем к Эльфману обратилась президент Universal по киномузыке Кэти Нельсон. Имея 37 дней на сочинение более двух часов музыки, Эльфман согласился из уважения к Ли. Поручив сохранить бо́льшую часть характера саундтрека Данны, Ли подтолкнул Эльфмана к написанию материала, не похожего на его предыдущие саундтреки про супергероев. Данна заявил: «Они действительно оставили часть моей музыки в фильме, так что арабское пение и некоторые барабанные партии — мои. Случилось так, что они запаниковали, привели Дэнни, и он услышал то, что я делал и, похоже, ему понравилось».
Альбом саундтреков был выпущен 17 июня 2003 года лейблом Decca Records.

## Трек-лист
Вся музыка написана композитором Дэнни Эльфманом.
| №                   | Название             | Длительность |
| ------------------- | -------------------- | ------------ |
| 1.                  | «Main Titles»        | 4:36         |
| 2.                  | «Prologue»           | 4:38         |
| 3.                  | «Betty’s Dream»      | 2:14         |
| 4.                  | «Bruce’s Memories»   | 2:45         |
| 5.                  | «Captured»           | 3:41         |
| 6.                  | «Dad’s Visit»        | 2:15         |
| 7.                  | «Hulk Out!»          | 4:00         |
| 8.                  | «Father Knows Best»  | 3:34         |
| 9.                  | «…Making Me Angry»   | 4:02         |
| 10.                 | «Gentle Giant»       | 1:02         |
| 11.                 | «Hounds of Hell»     | 3:47         |
| 12.                 | «The Truth Revealed» | 4:19         |
| 13.                 | «Hulk’s Freedom»     | 2:36         |
| 14.                 | «A Man Again»        | 7:48         |
| 15.                 | «The Lake Battle»    | 4:32         |
| 16.                 | «The Aftermath»      | 0:56         |
| 17.                 | «The Phone Call»     | 1:34         |
| 18.                 | «End Credits»        | 1:13         |
| 19.                 | «Set Me Free» ()     | 4:09         |
| Общая длительность: | Общая длительность:  | 1:03:41      |

## Дополнительная музыка
Дополнительная песня к фильму под названием «Set Me Free», исполненная группой Velvet Revolver, звучит во время финальных титров фильма.

## Комментарии
1. ↑  Исполнители — Дэйв Кушнер, Дафф Маккаган, Слэш, Мэтт Сорум и Скотт Уайланд.